# Cathédrale d'Albenga
La cathédrale d'Albenga est une église catholique romaine d'Albenga, en Italie. Il s'agit de la cathédrale du diocèse d'Albenga-Imperia. Elle est dédiée à l'archange saint Michel.

## Présentation
Un édifice primitif à une seule nef occupait le site au tournant des IVe et Ve siècles, mais la structure actuelle est médiévale, construite vers 1100, avec une reconstruction majeure dans la seconde moitié du XIIe siècle, et une autre en 1582. À la suite d'une restauration dans les années 1970, le bâtiment est en grande partie revenu à la structure médiévale. Le clocher a été reconstruit dans sa forme actuelle dans les années 1390. Aujourd'hui, la cathédrale est divisée en trois nefs avec les colonnes et les piliers d'origine qui soutiennent les arcs ogivaux reconstruits.
Les reliques de saint Véran (san Verano), qui a contribué à la christianisation d'Albenga au VIe siècle, sont conservées dans un sanctuaire.
L'intérieur de la cathédrale est bien garni de sculptures et d'œuvres d'art. Les fresques du plafond du XIXe siècle sont de Maurizio et Tommaso Carrega. D'autres fresques, notamment celles de l'abside, sont du XVe siècle. La nef de droite contient une fresque de sainte Claire et de deux donateurs réalisé par l'artiste Il Pancalino, et de la Crucifixion avec les saints Antoine le Grand et Jean l'Évangéliste, avec l'évêque d'Albenga. Le retable du maître-autel représente saint Véran, saint Michel et Jean Baptiste.
La cathédrale possède également deux tableaux de la fin du XIVe siècle de Luca Baudo représentant saint Éloi et saint Ampelio (en), un tableau du miracle de saint Véran de Giovanni Lanfranco, et une Vierge à l'Enfant avec des saints d'Orazio de Ferrari.  

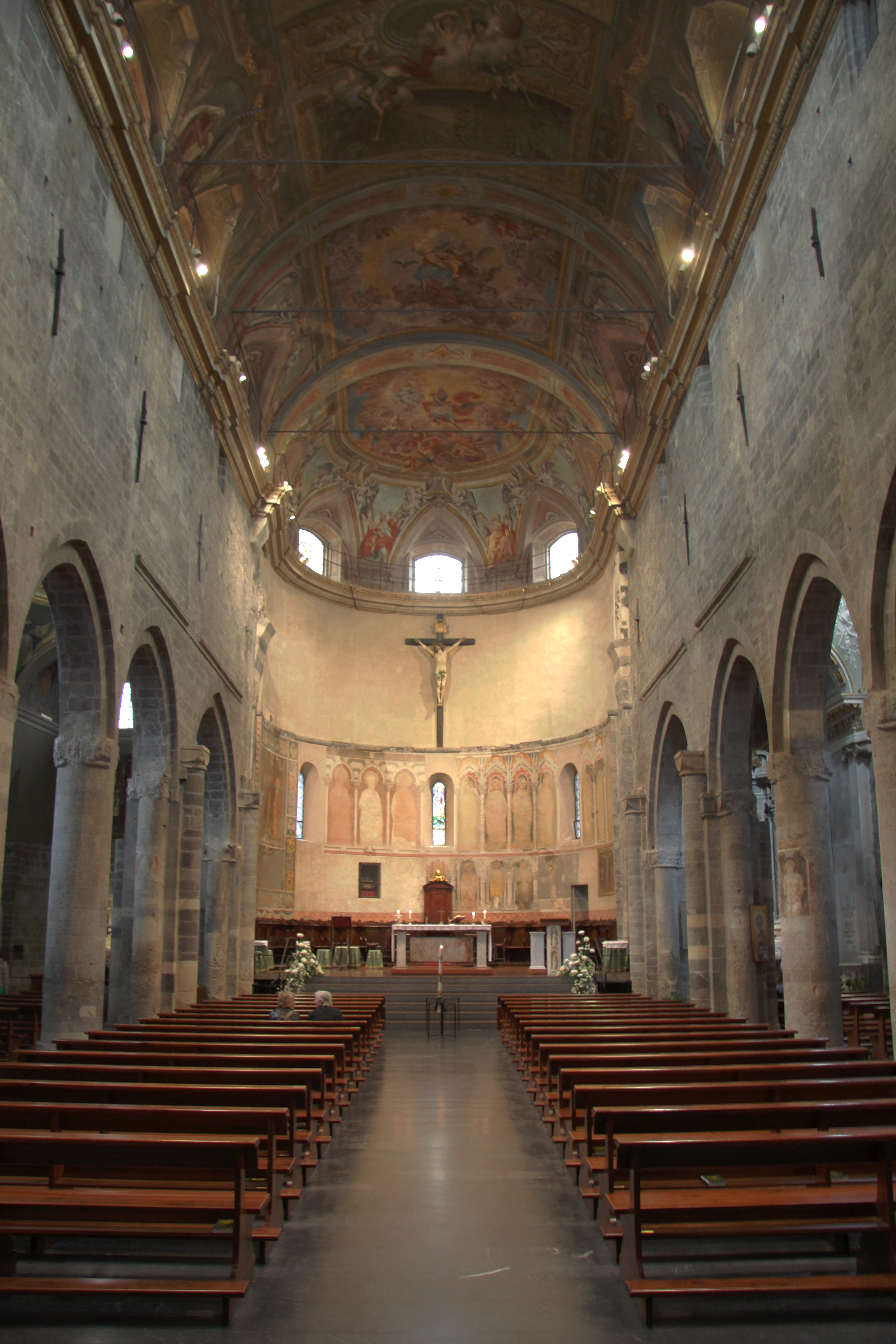
La nef centrale.
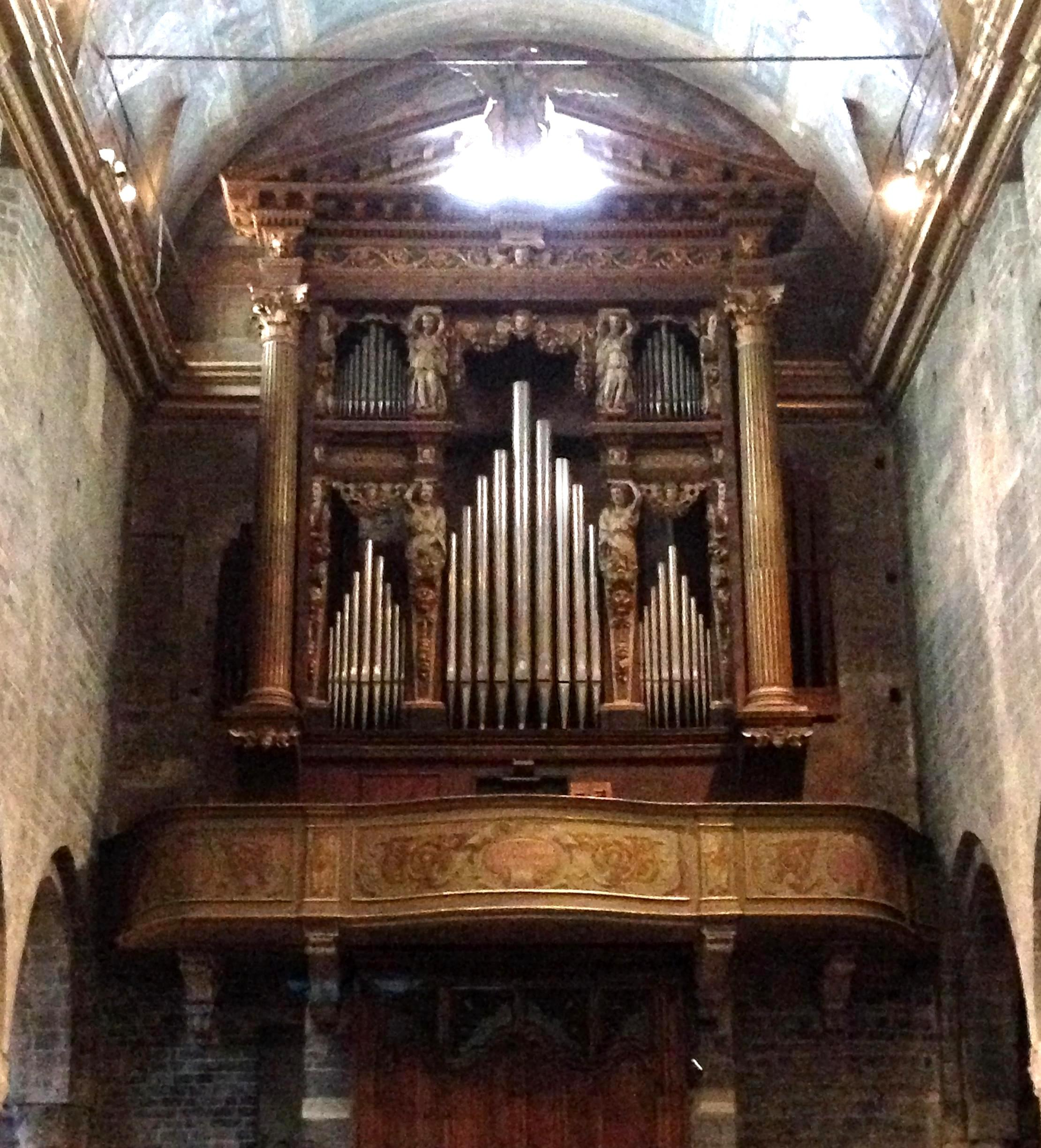
L'orgue.
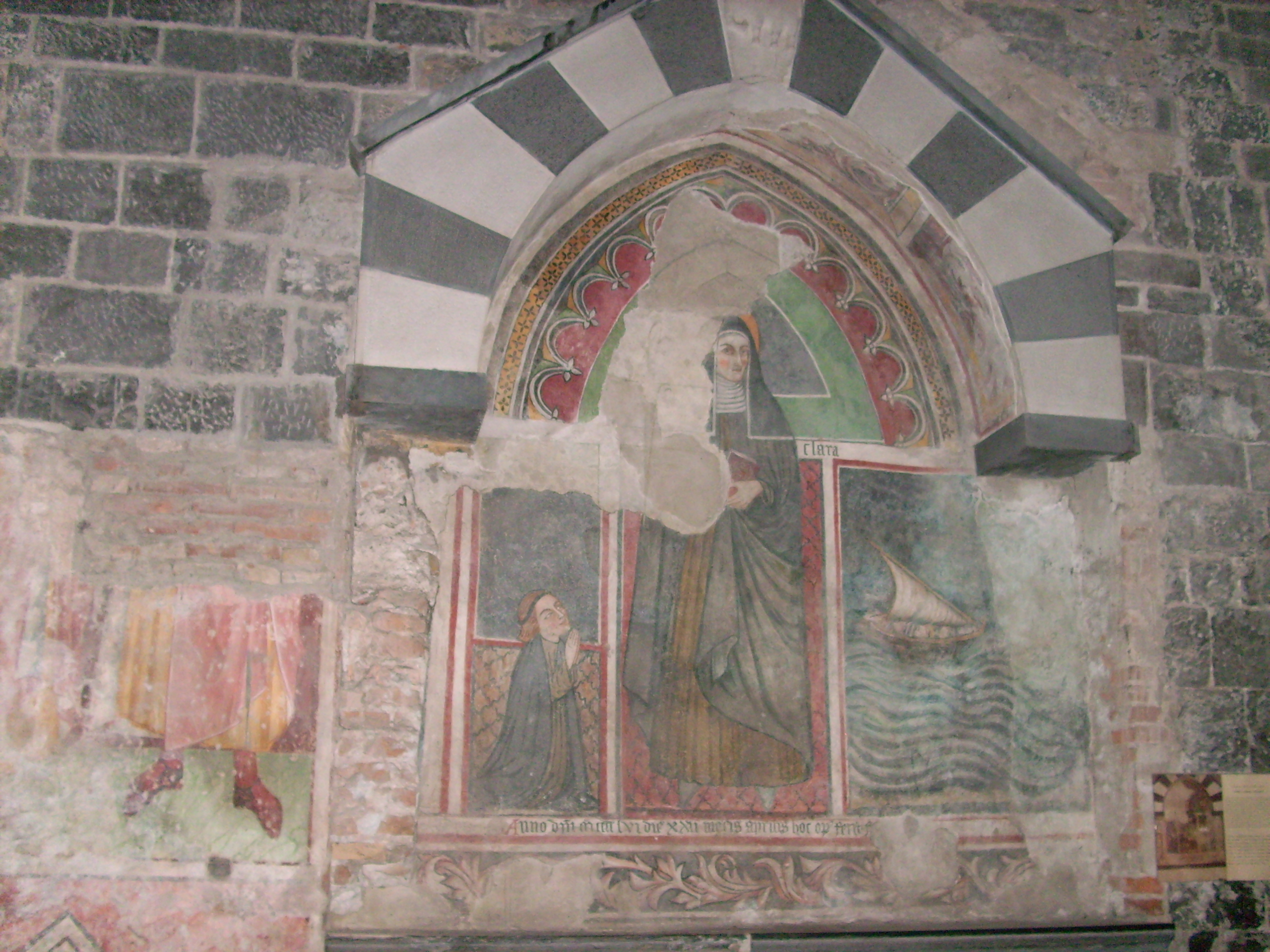
Fresque de sainte Claire.

### Articles liés
- Liste des cathédrales d'Italie
- Diocèse d'Albenga-Imperia